# Xavier Trenchs
Xavier Trenchs Castillano (nacido el 11 de julio de 1981 en Tarrasa, Barcelona) es un jugador de hockey sobre hierba español. Disputó los Juegos Olímpicos de Londres 2012 con España, obteniendo un sexto puesto.

## Participaciones en Juegos Olímpicos
- Londres 2012, puesto 6.